# Zoolander
Série
Zoolander 2
(2016)
Pour plus de détails, voir Fiche technique et Distribution.
Zoolander est une comédie satirique réalisé par Ben Stiller, sorti en 2001. Il fait l'objet d'une suite, Zoolander 2, réalisé par Ben Stiller et écrit par Justin Theroux, qui est sorti en mars 2016. Le film parodie l’industrie de la mode, en se concentrant sur le personnage de Derek Zoolander, un mannequin aux compétences intellectuelles limitées qui se retrouve au cœur d’un complot.

## Synopsis
Derek Zoolander mène sa carrière de mannequin avec succès. Mais lors de la cérémonie où il pense être nommé mannequin masculin de l'année, titre qu'il a déjà remporté trois années consécutives, il perd au profit du « hippie » Hansel McDonald. Le  jeune mannequin devient la risée de tous en montant sur le podium, convaincu d'avoir gagné. Puis sa vie prend un tournant quand trois de ses amis meurent à la suite d'une bataille d'essence qui se termine tragiquement par l'incendie causé par la cigarette de l'un d'eux.
Il met fin à sa carrière lors de l'éloge funèbre des trois défunts et part se ressourcer chez son père et ses deux frères, qui travaillent à la mine, mais ces derniers le rejettent.
Un jour, son agent Maury l'appelle pour lui annoncer que Jacobi Mugatu, seul styliste n'ayant pas fait appel à lui, lui propose d'être le visage de sa prochaine campagne. Mais Zoolander tombe dans un piège : il subit un lavage de cerveau, en vue d'assassiner le premier ministre de Malaisie, devenu une menace pour Mugatu et la conjuration des grands couturiers qui veulent maintenir le travail des enfants dans ce pays.
Avec l'aide d'une journaliste du Time, Matilda Jeffries, et d'Hansel, qui lui avoue qu'il est devenu mannequin grâce à lui, Derek déjoue les plans de Mugatu, et sauve le premier ministre plutôt que de l'assassiner.

## Fiche technique
Sauf indication contraire, les informations mentionnées dans cette section peuvent être confirmées par la base de données cinématographiques IMDb,  présente dans la section « Liens externes ».
- Titre : Zoolander
- Réalisation : Ben Stiller
- Scénario : Drake Sather, Ben Stiller et John Hamburg, d'après une histoire de Drake Sather et Ben Stiller
- Musique : David Arnold, Brian Wayne Transeau
- Photographie : Barry Peterson
- Montage : Greg Hayden (de)
- Direction artistique : Stephen Alesch
- Décors : Robin Standefer
- Costumes : David C. Robinson
- Production : Stuart Cornfeld, Scott Rudin et Ben Stiller
  - Coproduction : Celia D. Costas
  - Production déléguée : Joel Gallen, Adam Schroeder et Lauren Zalaznick
  - Production associée : Monica Levinson
- Sociétés de production : Paramount Pictures, Village Roadshow Pictures, VH1 Films, NPV Entertainment, Scott Rudin Productions, Red Hour Films, MFP Munich Film Partners GmbH & Company I. Produktions KG, Red Hour Productions et Tenth Planet Productions
- Pays de production :  États-Unis,  Australie,  Allemagne
- Budget : 28 000 000 dollars[2]
- Format : couleurs - 2,35:1 - Dolby Digital et DTS - 35 mm
- Genre : comédie
- Langue originale : anglais
- Durée : 89 minutes
- Classification : 
  - États-Unis : PG-13 « Rated PG-13 for appeal for sexual content and drug references »
  - France : tous publics
- Dates de sortie : 
  - États-Unis : 28 septembre 2001
  - France : 2 janvier 2002

## Distribution
- Ben Stiller (VF : Emmanuel Curtil ; VQ : Alain Zouvi) : Derek Zoolander
- Owen Wilson (VF : Ludovic Baugin ; VQ : Luis de Cespedes) : Hansel McDonald / Leonard Mortimer Weitzman
- Christine Taylor (VF : Véronique Volta ; VQ : Lisette Dufour) : Matilda Jeffries
- Will Ferrell (VF : Vincent Violette ; VQ : François Godin) : Jacobin Mugatu / Jacob Moogberg / Little Cletus
- Milla Jovovich (VQ : Élise Bertrand) : Katinka Ingabogovinanana
- Jerry Stiller (VF : Michel Fortin ; VQ : Yvon Thiboutot) : Maury Ballstein
- David Duchovny (VF : Georges Caudron ; VQ : Benoit Rousseau) : J. P. Prewitt
- Jon Voight (VF : Claude Giraud ; VQ : Jean-Marie Moncelet) : Larry Zoolander
- Nathan Lee Graham (VF : Tony Marot) : Todd
- Judah Friedlander (sans dialogue) : Scrappy Zoolander
- Alexander Manning (VF : Yann Le Madic) : Brint
- Asio Highsmith (VF : Lucien Jean-Baptiste) : Rufus
- Justin Theroux (sans dialogue) : le DJ malfaisant
- Alexander Skarsgård (VF : Benjamin Pascal) : Meekus
- Matt Levin : Archie
- Andy Dick (sans dialogue) : Olga, la masseuse
- James Marsden : John Wilkes Booth
- Andrew Wilson : un membre du clan de Hansel
- Shavo Odadjian : un membre du clan de Hansel
- Patton Oswalt : le photographe des singes
- Vince Vaughn (sans dialogue) : Luke Zoolander (non crédité)

De nombreuses personnalités, crédités selon l'ordre du générique ou non, apparaissent à l'écran dans leur propre rôle, parmi lesquelles : 
- Donald Trump
- Christian Slater (VQ : Gilbert Lachance)
- Tom Ford
- Cuba Gooding Jr. (VQ : Pierre Auger)
- Steve Kmetko (en) (VF : Olivier Destrez)
- Tommy Hilfiger
- Natalie Portman
- Fabio Lanzoni
- Lenny Kravitz
- Gwen Stefani (sans dialogue)
- Heidi Klum
- Mark Ronson
- Paris Hilton (VF : Sylvie Jacob)
- David Bowie (VF : Pascal Germain ; VQ : Jacques Lavallée)
- Tyson Beckford (VF : Bruno Henry)
- Fred Durst (sans dialogue)
- Lil' Kim (sans dialogue)
- Garry Shandling (sans dialogue)
- Claudia Schiffer (sans dialogue)
- Lukas Haas (sans dialogue)
- Carmen Kass (sans dialogue)
- Donatella Versace (non créditée)
- Billy Zane (VQ : Daniel Picard)(non crédité)
- Victoria Beckham (VF : Dominique Vallée) (non créditée)
- Sandra Bernhard (sans dialogue - non créditée)
- Emma Bunton (sans dialogue - non créditée)
- Stephen Dorff (sans dialogue - non crédité)
- Winona Ryder (VF : Claire Guyot) (non créditée)

 Source et légende : version française (VF) sur RS Doublage et selon le carton du doublage français. version québécoise (VQ) sur Doublage Québec

## Bande originale
| Liste des titres | Liste des titres                  | Liste des titres             | Liste des titres | Liste des titres | Liste des titres | Liste des titres | Liste des titres | Liste des titres | Liste des titres |
| No               | Titre                             | Interprète(s)                | Durée            |                  |                  |                  |                  |                  |                  |
| ---------------- | --------------------------------- | ---------------------------- | ---------------- | ---------------- | ---------------- | ---------------- | ---------------- | ---------------- | ---------------- |
| 1.               | Start the Commotion               | The Wiseguys feat. Greg Nice | 2:35             |                  |                  |                  |                  |                  |                  |
| 2.               | Relax                             | Frankie Goes to Hollywood    | 3:56             |                  |                  |                  |                  |                  |                  |
| 3.               | Call Me                           | Nikka Costa                  | 4:08             |                  |                  |                  |                  |                  |                  |
| 4.               | Love to Love You Baby             | No Doubt                     | 4:22             |                  |                  |                  |                  |                  |                  |
| 5.               | I Started a Joke                  | The Wallflowers              | 3:09             |                  |                  |                  |                  |                  |                  |
| 6.               | He Ain't Heavy... He's My Brother | Rufus Wainwright             | 4:38             |                  |                  |                  |                  |                  |                  |
| 7.               | Wake Me Up Before You Go-Go       | Wham!                        | 3:51             |                  |                  |                  |                  |                  |                  |
| 8.               | Rockit                            | Herbie Hancock               | 5:26             |                  |                  |                  |                  |                  |                  |
| 9.               | Beat It (Moby's Sub Mix)          | Michael Jackson              | 6:13             |                  |                  |                  |                  |                  |                  |
| 10.              | Madskillz-Mic Chekka (Remix)      | BT                           | 5:50             |                  |                  |                  |                  |                  |                  |
| 11.              | Faces                             | Orgy                         | 4:28             |                  |                  |                  |                  |                  |                  |
| 12.              | Ruffneck                          | Freestylers feat. Navigator  | 5:43             |                  |                  |                  |                  |                  |                  |
| 13.              | Now Is the Time                   | The Crystal Method           | 5:37             |                  |                  |                  |                  |                  |                  |
| 14.              | Relax                             | Powerman 5000                | 3:05             |                  |                  |                  |                  |                  |                  |
| 63:01            |                                   |                              |                  |                  |                  |                  |                  |                  |                  |

## Box-office
- USA : 45 172 250 dollars[2]
- France : 146 558 entrées[8]
- Mondial : 60 780 981 dollars[2]

## Autour du film
- Zoolander est le troisième long métrage réalisé par Ben Stiller après Génération 90 (1994) et Disjoncté (1996).
- Le film fut interdit en Malaisie en raison de l'intrigue de l'histoire (Zoolander, après son lavage de cerveau, est chargé d'assassiner le premier ministre de Malaisie).
- Le film fut sorti deux semaines après les attentats du 11 septembre 2001 et fut l'une des premières comédies à sortir après la tragédie. Les images tournées du World Trade Center ont été retirées avant la sortie du film aux États-Unis[9]. Il est d'ailleurs possible de voir l'affiche du film dans World Trade Center d'Oliver Stone lorsque l'on voit l'ombre du premier avion passer dans les rues de New-York.
- Le tournage a eu lieu du 13 septembre 2000 à janvier 2001 à New York et à Los Angeles.
- Le budget de Zoolander est estimé à 28 millions de dollars.
- Les résultats au box-office du film ont été assez mitigés (45 172 250 dollars de recettes sur le territoire américain et 60 780 981 dollars dans le monde[10]), mais connaîtra un meilleur succès grâce aux ventes du DVD.
- C'est l'un des films préférés de Terrence Malick[11]. Pour le remercier, Ben Stiller lui aurait d'ailleurs envoyé une vidéo pour son anniversaire, façon Marilyn Monroe, déguisé en Derek Zoolander[12].
- Le personnage de Derek Zoolander a été créé par Drake Sather, un des scénaristes du Saturday Night Live, pour VH1 Fashion Awards. Ben Stiller effectuait alors de fausses interviews durant la cérémonie.
- La scène pendant laquelle Derek et Hansel tentent d’allumer un ordinateur en se comportant comme des singes tandis que retentit la musique Ainsi parlait Zarathoustra de Richard Strauss est un clin d’œil au début du film de Stanley Kubrick 2001, l'Odyssée de l'espace dans lequel des singes sautent et crient en touchant un monolithe.